# Bel Air (label)
Pour les articles homonymes, voir Bel Air.

Bel Air est un label de musique français, actif de 1959 à 1965, dirigé par Léo Missir, rattaché à la maison de disque d'Eddie Barclay, et spécialisé dans le recrutement de nouveaux talents en France.
Lors du divorce d'Eddie Barclay d'avec sa deuxième femme en 1963, Bel Air échoit à cette dernière. Dès lors, l'activité du label va péricliter jusqu'à sa disparition, certains artistes voyant leur contrat transféré vers d'autres labels Barclay.

## Artistes
Principaux artistes : Rosy Armen (1964), Danny Boy (1964), Patricia Carli (1963-1965), les Champions (1961-1964), Marpessa Dawn (1959-1963), Leny Escudero (1962-1964), Nino Ferrer (1963-1964), Catherine Frank (1964-1965), Ginette Garcin (1964), Dominique Grange (1963-1964), Serge Lama (1964), Elsa Laurent (1964-1965), Dany Logan (1963-1964), Michel Magne, Félix Marten (1964-1965), Paul Mauriat, Nana Mouskouri (1960), Jacqueline Néro (1960-1961), Orlando (1960-1964), les Pirates (1961-1963), Régine (1964), Jean Sablon (1964), Tchan Tchou (1964), les Satellites (1961-1963), Thierry Vincent (1964), Marcel Zanini (1961) et Rika Zaraï (1959-1965).